# Habenaria galipanensis
Habenaria galipanensis är en orkidéart som beskrevs av Friedrich Fritz Wilhelm Ludwig Kraenzlin. Habenaria galipanensis ingår i släktet Habenaria och familjen orkidéer. Inga underarter finns listade i Catalogue of Life.